# Prunières (Hautes-Alpes)
Prunières település Franciaországban, Hautes-Alpes megyében. Lakosainak száma 312 fő (2022. január 1.). Prunières Pontis, Chorges, Réallon, Saint-Apollinaire és Savines-le-Lac községekkel határos.

## Népesség
A település népességének változása:
| Lakosok száma | 154  | 138  | 175  | 276  | 297  | 298  | 298  | 299  | 300  | 312  |
|               | 1968 | 1982 | 1990 | 2006 | 2013 | 2015 | 2017 | 2019 | 2020 | 2022 |